# ニール・シールズ
サー・ニール・スタンリー・シールズ（Sir Neil Stanley Shields, OBE, MC、1919年9月7日 - 2002年9月12日）は、イギリスの政治家、実業家。
シールズはロンドンに生まれ、第二次世界大戦では王立砲兵連隊 (Royal Artillery) の少佐として軍務に就き、戦功十字章 (Military Cross) を受章した。1949年、シールズはセント・パンクラス・ノース選挙区 (St Pancras North) の補欠選挙に保守党候補として立候補したが、落選した。その前後、1947年から1965年にかけて、シールズはハムステッド (Hampstead) のバラ議会の議員となり、議長代理や、財務・業務委員会委員長などを務めた。
その後、シールズは、特にチェシャム・アマルガメーションズ・アンド・インベストメント (Chesham Amalgamations and Investments) の役員（1964年 - 1984年）として、企業買収などの仲介の相談役となった。シールズは、保守党の院外組織である保守および統一協会全国同盟 (en:National Union of Conservative and Unionist Associations) のロンドン地区議長を務め（1961年 - 1963年）、全国執行役員にも3度選ばれた。
1964年、シールズはロンドンやハムステッドにおける政治活動や公務の功績に対してナイトの称号を受けた。
ニュータウン委員会の委員長を務めていた期間（1982年 - 1995年）には、マーガレット・サッチャー保守党政権下で提起された準独立公共機関（クアンゴ）(Quango) 削減政策の中で、従来個々に独立していたニュータウン開発公社を1992年までにすべて統合するという方策が打ち出されたため、委員会の管轄下に置かれるニュータウンの数は倍増した。シールズ委員長の下、ニュータウン委員会はニュータウンを維持する機構から、処分する機構へと変貌し、巨額の不動産が売却された。この間シールズはロンドン地方交通社 (London Transport) の役員を務め（1986年 - 1993年）、キングス・クロス駅火災 (King's Cross fire) の調査報告であるフェンネル・リポートが提出された後には1988年から1989年にかけて理事長臨時代行を6か月務め、後には理事長代理となった。